# Johnius novaehollandiae
 Johnius novaehollandiae es una especie de pez de la familia Sciaenidae en el orden de los Perciformes.

## Hábitat
Es un pez de clima subtropical y demersal.

## Distribución geográfica
Se encuentran en Nueva Gales del Sur (Australia ).

## Observaciones
Es inofensivo para los humanos.